# 管長
管長（かんちょう、英字：Head priest）は、1宗教団体における最高位の宗教指導者の役職。

## 沿革
- 1872年（明治5年）、明治新政府より、各宗教に対し、統括者として管長を置く命令が出される
- 1874年（明治7年）2月22日、各宗ごとではなく、各宗派ごとに置くよう変更される[1]